# Tayiji
Pour les articles homonymes, voir Taiji.
 (février 2015).
Si vous disposez d'ouvrages ou d'articles de référence ou si vous connaissez des sites web de qualité traitant du thème abordé ici, merci de compléter l'article en donnant les références utiles à sa vérifiabilité et en les liant à la section « Notes et références ».

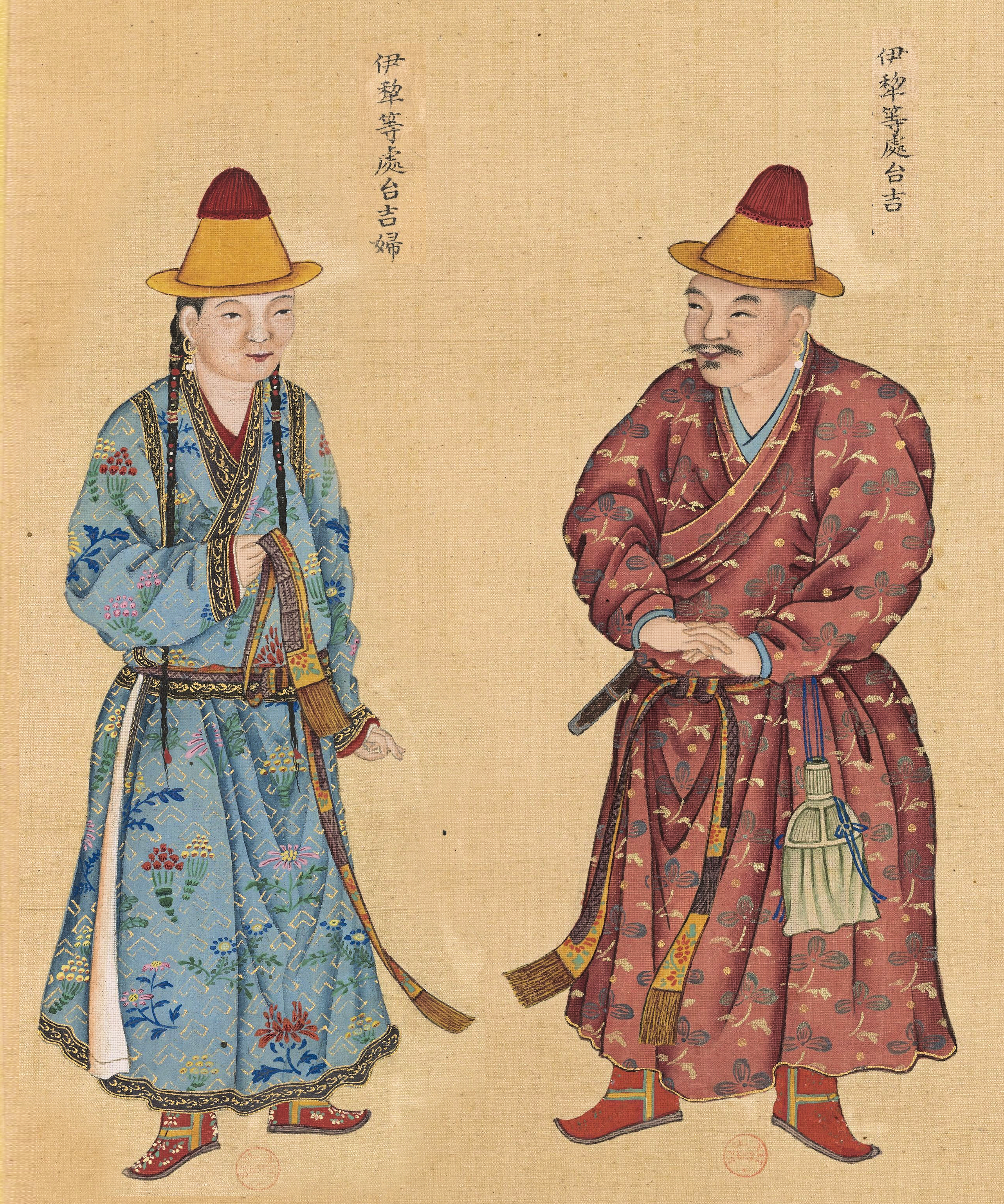
Un Tayji et sa femme, selon une illustration chinoise de 1769.

Tayiji (mongol : ᠲᠠᠶᠢᠵᠢ, VPMC : tayiji, cyrillique : Тайджи, MNS : Taidji), souvent retranscrit par le chinois Taiji (台吉, táijí) est un titre donné aux descendants de Gengis Khan au XVIe siècle, dérivé à l'origine du chinois (太子, tàizǐ, « prince héritier »).
Il existe également le titre de Khong Tayiji (mongol : ᠬᠤᠨ
ᠲᠠᠶᠢᠵᠢ, VPMC : qun tayiji, cyrillique : хун тайж, MNS : khun taij), parfois retranscrit gong tayiji ou  hong taiji d'après le chinois Hun taiji (chinois : 浑台吉 ; pinyin : hún táijí ; litt. « prince héritier »), un descendant de Gengis Khan dirigeant un fief ou bien un prince. Ce terme mongol vient du chinois 皇太子, huáng tàizǐ, « prince héritier de l'empereur ».

### Autres titres de noblesse mongols
- Khong Tayiji
- Darughachi
- jinong
- khagan
- Khan et Grand khan